# Arek Hersh
Arek Hersh (Herszlikowicz – הרשליקוביץ׳) (13 de setembro de 1928), MBE, é um sobrevivente do Holocausto.

## Primeiros anos e Segunda Guerra Mundial
Hersh nasceu em Sieradz, Polônia, em 1928. Ele era filho de um fabricante de botas do exército polonês e de uma dona de casa. Aos onze anos, após a invasão da Polônia pela Alemanha Nazista, ele foi levado para seu primeiro campo de concentração. O acampamento começou com 2.500 homens; dezoito meses depois, apenas onze estavam vivos. Hersh foi transferido para vários campos antes de ser levado para Auschwitz. Mesmo quando garoto, na época, Hersh deduziu que aqueles que eram colocados em um grupo com doentes, jovens ou idosos eram considerados pelos nazistas como inúteis e seriam mortos. Consequentemente, enquanto os judeus estavam em filas de pessoas mais fracas antes de entrar no campo, Hersh mudou para uma fila mais adequada enquanto oficiais da SS tentaram tirar um filho de uma mãe e, ao fazê-lo, salvou sua própria vida. Quando a guerra se aproximava da conclusão e a Alemanha era cercada pelos aliados, Hersh e os outros judeus em Auschwitz foram transportados por todo o país. Ele foi libertado em Theresienstadt (Terezin, Checoslováquia) em 8 de maio de 1945 pelo exército soviético. Havia 5 mil judeus em sua cidade, mas apenas 40 deles saíram vivos.
Na noite anterior à sua libertação, Hersh e alguns outros sobreviventes encontraram um armazém alemão desprotegido, do qual eles pegavam a comida que queriam; eles comiam tanto que seus estômagos doíam devido à ingestão repentina de alimentos gordurosos que lhes faziam falta por tanto tempo. Para Hersh, foi sua degustação de chocolate em cinco anos. Os soldados soviéticos deixaram todos os judeus sobreviventes fazerem o que quisessem com os alemães; Arek pegou a comida do capitão para lhe mostrar como era passar fome.
Hersh foi incluído em um grupo de trezentas crianças sobreviventes do Holocausto que, após sua libertação, foram levadas para o Lake District, na Inglaterra, como parte de um plano de reabilitação. Sua jornada está documentada no filme da BBC The Windermere Children. Eles receberam apenas sete horas de aulas de inglês e tiveram que aprender o resto por si mesmos.
Hersh perdeu 81 membros de sua família imediatamente no Holocausto. Apenas uma de suas irmãs sobreviveu.

## Pós Segunda Guerra Mundial
Em 1948, Hersh se ofereceu para lutar nas Forças de Defesa de Israel "para servir na guerra da independência".

## Vida pessoal
Hersh conheceu sua esposa Jean em um baile em Leeds aos 32 anos. Eles têm três filhos e vários netos. Atualmente mora perto de Leeds, Inglaterra. Em 1995, como parte de sua primeira discussão pública sobre suas experiências no Holocausto, Hersh publicou seu livro A Detail of History. Todos os lucros vão para o Centro do Holocausto Beth Shalom, onde ele costuma fazer apresentações sobre sua experiência.

## Prêmios e honras

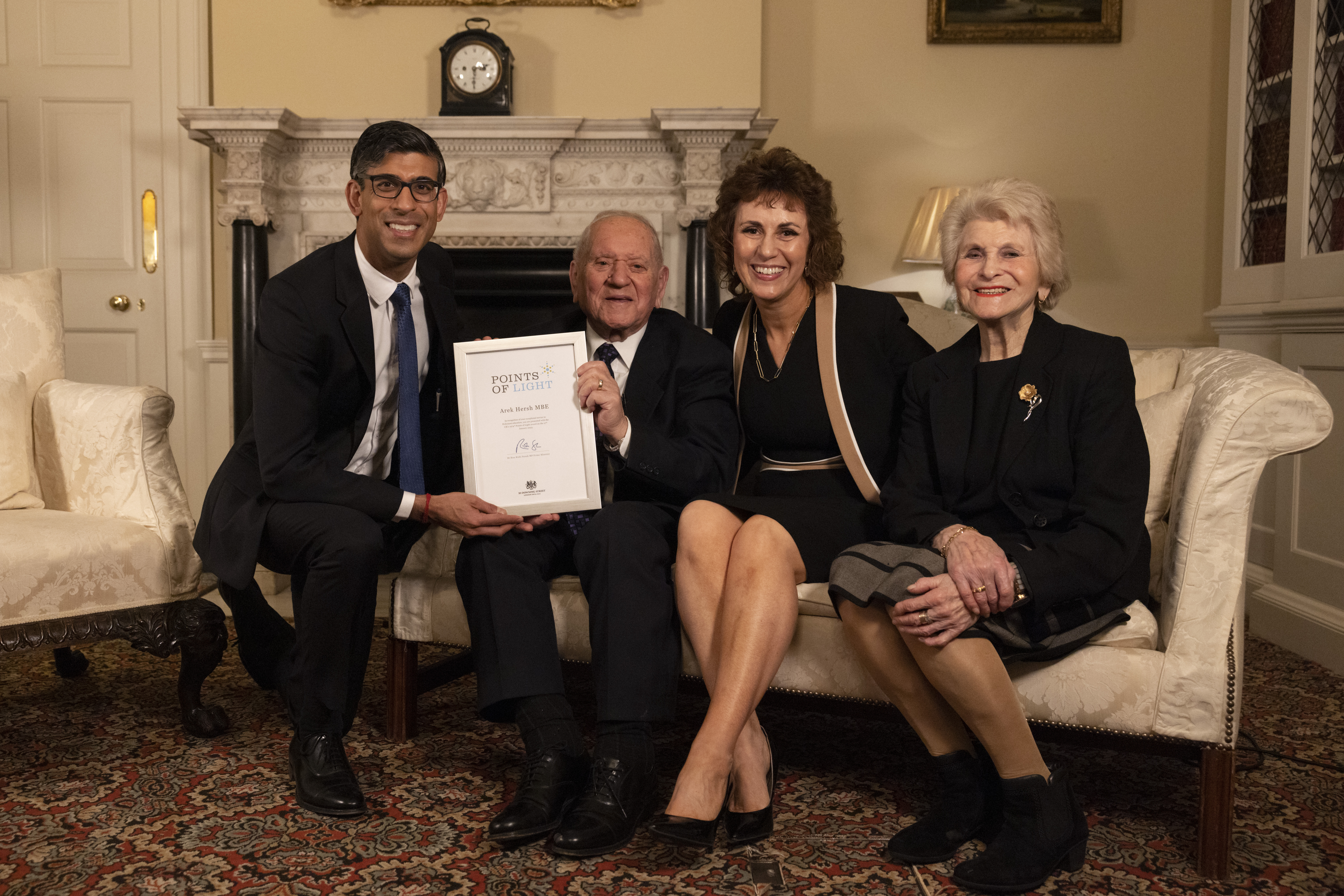
O primeiro-ministro do Reino Unido, Rishi Sunak, entregando o prêmio "Points of Light" à Arek Hersh

Em 2009, ele recebeu um MBE por serviço voluntário à educação sobre o Holocausto.
Em 2017, ele foi imortalizado em uma escultura de Frances Segelman para o Escritório de Cultura Judaica de Leeds Makor.
Em 2019, Arek foi um dos temas do drama da BBC "The Windermere Children" contando a história das crianças sobreviventes do Holocausto nazista que devastou a população judaica da Europa ao chegar a Calgarth Estate, no lago Windermere, em 1945.[carece de fontes?]
Em 2023, recebeu das mãos do primeiro-ministro do Reino Unido, Rishi Sunak o prêmio "Points of Light" (Ponto de Luz) e destacou a coragem de Arek ao falar sobre o holocausto em escolas e comunidades de todo o país.